# Корпоратократия
Корпоратокра́тия (англ. corporatocracy — «власть корпораций» от лат. corporatio — «объединение, сообщество» + др.-греч. κράτος — «власть»), также корпокра́тия — государственная форма правления  или политическая система, при которой власть принадлежит могущественным и богатым корпорациям и осуществляется ими непосредственно либо выборными и назначенными представителями, действующими от их имени.
Крупные корпорации, влияющие на правительства целых стран:
- Всемирная торговая организация
- Международный валютный фонд
- Всемирный банк

Термин был введён организацией Global Justice Movement.

## Механизм формирования корпоратократии
С началом активного процесса глобализации в XXI веке появляется всё больше негосударственных транснациональных организаций, которые не отчитываются перед государствам о своей деятельности и стоят «над ними», в их состав входят мультинациональные участники. Таким образом, формируются надгосударственные структуры, деятельность которых малопонятна обществу и государствам и которые действуют исключительно в своих интересах, не подвергаемых публичному оглашению. Такие субъекты экономических, политических и социальных отношений называют транснациональными элитами. Это не статичное «мировое правительство», но различные разрозненные структуры, способные влиять на ситуацию в государствах и мире.
Существует три вида таких транснациональных элит:
- Первый — фининтерн или мировые банки, которые способны влиять на ФРС и Банк Англии.
- Второй — это, непосредственно, корпоратократы или представители высшего чиновничьего ранга, занимающие высокие должности в различных крупных транснациональных корпорациях.
- Третий вид — это так называемые нетократы или представители экономических структур, специализирующихся на информации, обладающих информационными ресурсами.

Однако, многие надгосударственные элиты представлены сразу в трёх глобального управления. Например, к таким элитам относятся кланы Рокфеллеров, Кохов и Ротшильдов. Данные экономические гиганты способны вмешиваться в политические процессы различных стран благодаря наличию в своём составе представителей всех трёх условных видов транснациональных элит. Например, Кохи активно финансируют партию республиканцев.

## Суть политического режима
Корпоратократия базируется на экономическом господстве крупных транснациональных корпораций. При господствующем капитализме большее влияние получают те государства или частные компании, которые обладают более существенным экономическим весом. При этом различные национальные интересы отдельных государств и другие неэкономические факторы теряют свою силу. Из-за наличия у отдельных корпораций экономической власти, которая порой превосходит возможности отдельных государств, они стоят над государством в своём могуществе и способны лоббировать свои интересы в их международной политике.
При данном режиме финансы и, следовательно, власть, концентрируются и централизуется среди небольшого числа крупных корпораций, что приводит к власти так называемого «богатого меньшинства». Такие суверенные экономические гиганты предоставляют заёмы развивающимся странам, которые заведомо не могут выплатить такие долги. В результате корпорации приобретают всё большую власть над всё большим количеством мелких стран, основанную главным образом на отсутствии суверенитета у последних и на экономическом господстве первых.

## Примеры
Выдача кабальных кредитов МВФ (часто под политическим давлением и с подкупом местных чиновников) на восстановление экономики стран третьего мира, с условием, что экономику будут восстанавливать (получать прибыль) западные строительные корпорации, а нефтяным и другим ресурсодобывающим концернам предоставляется доступ к добыче полезных ископаемых на очень выгодных условиях. Пример — ряд развивающихся стран Африки и Латинской Америки, Индонезии и практически всех бывших советских республик (см. Критика действий МВФ).
В войнах прямо заинтересованы ряд военных корпораций, получающих сверхдоход из денег налогоплательщиков, в мирное время трудно обосновать такие гигантские бюджеты. После окончания войны прибыли получают девелоперские структуры, восстанавливающие инфраструктуру, а нефтяной бизнес получает выгодные контракты с новым правительством на добычу нефти. Пример — Иракская война.
Постоянное увеличение законодательством сроков действия патентов (в том числе патенты на алгоритмы программ) и авторских прав (акт Микки-Мауса), а также достаточно серьёзная ответственность за их нарушения, дают корпорациям возможность получать сверхприбыли.

## Оценки
Джон Перкинс в своей книге «Исповедь экономического убийцы» определяет корпоратократию так:
«…это люди, мужчины и женщины, которым принадлежат крупнейшие корпорации. Они контролируют правительство США через финансовые институты и большую часть правительств мира. Они контролируют напрямую СМИ, владея ими. Этими людьми движет единственная идея — извлечение максимальной прибыли».
Также Перкинс пишет, что корпоратократия ответственна за:
- 1953 год — свержение Мосаддыка в Иране
- нищету в странах третьего мира
- войны в Ираке
- финансовый кризис 2008 года и рецессию конца 2000-х
- целенаправленное обанкрочивание стран-заёмщиц, поставив их в вечную зависимость от кредитора[7].

## В литературе
В романе «Тайная история американской империи. Экономические убийцы и правда о глобальной коррупции» автор Джон Перкинс рассказывает об интересах союза правительств, банков и корпораций, в первую очередь американских.
Фантастический роман «Перезагрузка времени» (Отто Шютт) рисует картину мрачного будущего, в котором корпорациям принадлежат целые государства.